# Лангевелд, Себастьян
Себастьян Лангевелд (нидерл. Sebastian Langeveld; род. 17 января 1985 в Лейдене, Нидерланды) — нидерландский профессиональный шоссейный велогонщик, выступающий c 2014 года за команду мирового тура «EF Pro Cycling».

## Достижения
2004
1-й Этап 2 Флеш дю Сюд
2005
1-й Этап 7 Тур Олимпии
2-й Омлоп дер Кемпен
2-й Тур Фландрии U23
2-й Велонеделя Зеландской Фландрии
2006
1-й Гран-при Пино Черами
2-й Чемпионат Нидерландов в групповой гонке
2007
1-й  Стер Элекротур
2-й Чемпионат Нидерландов в групповой гонке
2008
2-й Трофей Соллер
2-й Кюрне — Брюссель — Кюрне
2009
1-й Гран-при Ефа Схеренса
2-й Тур Саксонии
1-й Этапы 2 & 4
2-й Чемпионат Фландрии
3-й Энеко Тур
2010
2-й Тур Лимузена
1-й  Молодёжная классификация
2011
1-й Омлоп Хет Ниувсблад
1-й Этап 1 (КГ) Тиррено — Адриатико
5-й Тур Фландрии
2012
1-й Этап 1 (КГ) Тиррено — Адриатико
3-й  Чемпионат мира в командной гонке
9-й Энеко Тур
1-й Этап 2 (КГ)
2013
3-й Чемпионат Нидерландов в групповой гонке
7-й Париж — Рубе
10-й Тур Фландрии
2014
Чемпионат Нидерландов 
1-й  Групповая гонка
2-й Индивидуальная гонка
8-й Париж — Рубе
9-й Энеко Тур
10-й Тур Фландрии
2016
2-й Тур Чехии
1-й Этап 1 (КГ)
2017
3-й Париж — Рубе

## Статистика выступлений

### Гранд-туры
| Гонка           | 2007 | 2008 | 2009 | 2010 | 2011 | 2012 | 2013 | 2014 | 2015 | 2016 | 2017 | 2018 |
| --------------- | ---- | ---- | ---- | ---- | ---- | ---- | ---- | ---- | ---- | ---- | ---- | ---- |
| Джиро д'Италия  | —    | —    | —    | —    | —    | —    | —    | —    | —    | —    | —    | —    |
| Тур де Франс    | —    | 130  | —    | —    | —    | 150  | —    | 140  | НФ   | НФ   | —    | —    |
| Вуэльта Испании | 112  | —    | —    | 114  | —    | —    | —    | —    | —    | —    | —    | 128  |

| —  | Не участвовал  |
| НФ | Не финишировал |